# Pir Adb Besitang
Pir Adb Besitang is een bestuurslaag in het regentschap Langkat van de provincie Noord-Sumatra, Indonesië. Pir Adb Besitang telt 2882 inwoners (volkstelling 2010).